# Gerry Anderson

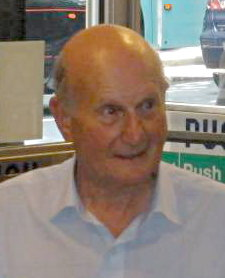
Gerry Anderson in 2009

Gerry Anderson, geboren als Gerald Alexander Abrahams (Bloomsbury, 14 april 1929 – Oxfordshire, 26 december 2012), was een Brits producer, regisseur en schrijver van inmiddels klassieke futuristische televisieseries die vooral gebruikmaakten van "supermarionation".
Zijn eerste tv-productie was de in 1957 uitgebrachte kinderserie The Adventures of Twizzle, gebaseerd op een kinderboekenreeks van de Britse schrijfster Roberta Leigh. Zijn beroemdste en succesvolste serie was Thunderbirds uit 1965–1966. Andersons productiebedrijf stond oorspronkelijk bekend als AP Films (later hernoemd tot Century 21 Productions) en werd geleid samen met zijn partners Reg Hill, John Read en zijn ex-vrouw Sylvia Anderson.
Anderson schreef en produceerde ook enkele films, maar die waren minder succesvol dan verwacht. Toen hij in de jaren zeventig met succes de overstap maakte naar live-actionproducties, stopte zijn lange succesvolle samenwerking met Lew Grades Incorporated Television Company (ITC).

## Biografie

### Jonge jaren
Hij werd geboren als Gerald Alexander Abrahams en groeide op in Kilburn, Noord-Londen. Zijn familie liet in 1939 hun achternaam veranderen in Anderson. Toen de Tweede Wereldoorlog uitbrak, nam Andersons oudere broer Lionel dienst bij de RAF, om vervolgens te worden overgeplaatst naar de Verenigde Staten voor training. Hij schreef vaak naar zijn familie. In een van zijn brieven noemde hij een militair vliegveld met de naam Thunderbird Field. Die naam bleef Anderson altijd bij.
Anderson begon na de oorlog zijn carrière in de fotografie. Hij ontwikkelde belangstelling voor filmmontage en ging werken bij Gainsborough Pictures, waar hij meer ervaring opdeed. In 1947 moest hij in militaire dienst. Daarna keerde hij terug bij Gainsborough, totdat deze studio in 1950 werd opgedoekt. Hij werkte toen freelance aan enkele films. In die tijd trouwde hij met Betty Wrightman, met wie hij twee kinderen kreeg.

### Start van televisiecarrière
Midden jaren vijftig ging Anderson als regisseur werken bij het onafhankelijke tv-productiebedrijf Polytechnic Studios. Hier ontmoette hij cameraman Arthur Provis. Nadat Polytechnic failliet was gegaan, richtten Anderson, Provis, Reg Hill en John Read in 1957 Pentagon Films op. De secretaresse Sylvia Thamm werd later Andersons tweede vrouw. Pentagon leek het niet te gaan halen, en Anderson en Provis vormden een nieuw bedrijf genaamd AP Films, met Hill en Read als partners. Anderson ging ook door met freelance regiewerk om geld te verdienen.
AP Films' eerste televisieserie was de productie voor Granada Television van The Adventures of Twizzle (1957–1958). Deze op jonge kinderen gerichte serie was bedacht door Roberta Leigh. Dit was Andersons eerste werk met poppen en de start van zijn lange en succesvolle samenwerking met poppenspeler Christine Glanville, special effectstechnicus Derek Meddings en componist Barry Gray.
Gedurende de productie van Twizzle kreeg Anderson een affaire met Sylvia Thamm. Hij verliet zijn vrouw en kinderen en trouwde met Thamm in november 1960. The Adventures of Twizzle werd gevolgd door een andere lowbudgetpoppenserie, getiteld Torchy the Battery Boy (1958–1959). Hoewel deze series Anderson beroemd maakten, vond hij het zelf maar niets om met poppen te moeten werken. Hij zag deze series dan ook enkel als opstapje naar live-actionfilm en -televisieseries.
AP Films' derde serie was de western-avonturenserie Four Feather Falls (1959–1960). Gedurende de productie hiervan verliet Provis het bedrijf (deels vanwege persoonlijke moeilijkheden met Anderson), maar het bedrijf behield de eerste jaren erna de naam AP Films. Four Feather Falls was de eerste van Andersons series waarin gebruikgemaakt werd van een vorm van supermarionation.
Ondanks APF's succes met Four Feather Falls, wilde Granada niet nog een serie. Daarom nam Anderson het aanbod van Anglo-Amalgamated Studios aan om voor hen de film Crossroads to Crime te maken. Dit was een lowbudgetmisdaadthriller die niet echt succesvol was. APF raakte in financiële problemen en het bedrijf zocht wanhopig naar een andere koper voor zijn poppenseries. Het werd gered toen Lew Grade, directeur van ATV, de serie wilde kopen. Dit was het begin van een lange samenwerking tussen Anderson en Grade, die zou leiden tot enkele van Andersons beste series.

### Veranderingen binnen APF
De nieuwe serie Supercar (1960–1961) werd gemaakt door Anderson en Reg Hill, en betekende het begin van enkele veranderingen binnen APF. Sylvia Anderson kreeg een grotere rol en werd partner binnen het bedrijf. De serie was ook het officiële debuut van supermarionation zoals die werd toegepast in latere Andersonseries. Dit systeem liet de marionetten er een stuk realistischer uitzien. Tevens werd tijdens de productie van Supercar een apart bedrijf opgericht genaamd AP Films (Merchandising) Ltd, dat alle merchandisingrechten van de APF-series had. APF's merchandising maakte hen tot wereldleider op het gebied van supermarionationseries. Er verschenen boeken, tijdschriften en speelgoed over de series. Daarmee werd de wereldwijde populariteit van APF gecombineerd met de marketing. Deze combinatie maakte APF tot een van de succesvolste merchandisingbedrijven.
APF's volgende serie was het futuristische Fireball XL5 (1962). Dit was het grootste succes tot dusver en de eerste serie van Anderson die ook werd verkocht aan een Amerikaans netwerk (NBC), iets dat voor Britse televisieprogramma's destijds zeldzaam was. Na deze serie bood Lew Grade aan om AP-films te kopen. Anderson twijfelde aanvankelijk, maar ging uiteindelijk akkoord.
Kort hierna begon APF met de productie van Stingray (1964), de eerste Britse kinderserie die geheel in kleur werd opgenomen. Voor nieuwe producties verhuisde APF naar een studio in Slough. Deze nieuwe studio gaf APF de mogelijkheid grote verbeteringen aan te brengen in de special effects, vooral de onderwaterscènes. Stingray was eveneens een groot succes.

### Thunderbirds
APF's volgende serie was geïnspireerd op een mijnramp in Duitsland in oktober 1963. Deze ramp gaf Anderson het idee voor een serie over een hightechreddingsorganisatie. De serie, getiteld Thunderbirds, zou zijn grootste succes worden. De titel van de serie was afkomstig uit de brief van zijn broer Lionel over de luchthaven Thunderbird Field.
Grade was zeer enthousiast over het concept en ging akkoord voor het maken van afleveringen van 25 minuten. Daarmee begon Anderson met de productie van de pilotaflevering "Trapped in the Sky". De productie was al enkele maanden aan de gang toen Grade de 25 minuten lange versie van "Trapped in the Sky" te zien kreeg. Hij was dermate onder de indruk dat hij de lengte van een aflevering verdubbelde naar 50 minuten. Hij verhoogde het budget om de reeds gefilmde afleveringen te laten verlengen naar 50 minuten.
APF, inmiddels Century 21 Productions geheten, beleefde met Thunderbirds zijn grootste succes. De 32 afleveringen tellende serie was aanvankelijk niet echt succesvol in Amerika, doordat de serie daar maar op kleine schaal te zien was. Dit veranderde echter tijdens latere heruitzendingen.
Gedurende de productie van Thunderbirds kwam Andersons huwelijk onder druk te staan. Verder kreeg Andersons bedrijf een financiële tegenvaller te verduren toen de film Thunderbirds Are Go flopte. Anderson en Sylvia dachten erover om te gaan scheiden, maar zagen hiervan af toen Sylvia zwanger bleek te zijn. Hun zoon, Gerry Anderson jr., werd geboren in juli 1967. Rond diezelfde tijd werd ook begonnen met een nieuwe serie, Captain Scarlet and the Mysterons (1967), waarin poppen waren gebruikt die nog realistischer waren.
Century 21's tweede film, Thunderbird 6, was een nog grotere flop dan de eerste. De problemen zetten zich voort bij de volgende supermarionationserie, Joe 90 (1968). Deze serie was "kindvriendelijker", maar derhalve minder succesvol.

### Live-actionproducties
Andersons volgende project was de film Doppelgänger uit 1969 (ook wel bekend als Journey to the Far Side of the Sun), waarin live-actionbeelden waren gecombineerd met de special effects van de televisieseries. De film was een duistere, Twilight Zoneachtige sciencefictionserie over astronauten die een nieuw ontdekte planeet bezoeken aan de andere kant van de zon. De film was geen commercieel succes, maar werd vanwege de special effects wel genomineerd voor een Academy Award.
Na de film richtte Century 21 zich weer op televisieseries met de serie The Secret Service, een combinatie van live-action en supermarionation. Anderson putte hierbij inspiratie uit zijn liefde voor Britse komedies, vooral de komiek Stanley Unwin. De serie werd echter al voor de eerste uitzending stopgezet. Slechts 13 afleveringen werden geproduceerd, en die werden slechts in een paar delen van Engeland uitgezonden.
In 1969 begonnen de Andersons met de productie van UFO, Century 21's eerste volledig live-actiontelevisieserie. Aan de serie deed de Amerikaanse acteur Ed Bishop mee (die ook de stem van Captain Blue deed in Captain Scarlet and the Mysterions) als commandant Straker, het hoofd van een geheime organisatie die tot doel had buitenaardse invasies tegen te gaan. UFO was duidelijk op een ouder publiek gericht dan Andersons eerdere series. Hoewel de serie een groep vaste kijkers kreeg, was het geen internationaal succes zoals Thunderbirds. Het was de laatste serie die gemaakt werd onder het logo van Century 21 Productions.

### De Bond die er nooit was
Gedurende de productie van UFO werd Gerry Anderson benaderd door Harry Saltzman (destijds coproducer van de James Bondfilmserie met Albert R. Broccoli), die hem uitnodigde mee te helpen aan de productie van de volgende film, Moonraker. In samenwerking met Tony Barwick begon Gerry aan de productie. Hij richtte zich vooral op de actiescènes. Anderson schreef een eerste script en leverde dit af bij Saltzman. Saltzman was er enthousiast over, maar kwam toen met het nieuws dat hij en Broccoli hun samenwerking beëindigden. Anderson kreeg wel £3.000 ter compensatie.

### Einde van de samenwerking
Rond deze tijd verslechterde de relatie tussen de Andersons. Gerry, Sylvia en Reg Hill richtten samen het nieuwe bedrijf Group Three Productions op, maar Gerry wilde zijn vrouw niet betrekken bij zijn volgende project: de ITC-actieserie The Protectors. Dit was een van Andersons weinige niet-originele projecten. Lew Grade was zelf sterk betrokken bij het programma. De productie was lastig voor Anderson. Wel was de serie succesvol in zowel Amerika als Engeland.

### Space: 1999
Na The Protectors kwam Anderson met tal van ideeën voor nieuwe series, maar hij kreeg deze niet van de grond. Een tweede serie van UFO werd gepland, evenals een terugkeer naar de oude supermarionationserie. Elementen van het geplande tweede seizoen van UFO werden uiteindelijk omgezet tot de nieuwe Space: 1999, destijds de duurste serie ooit qua productie.
De serie was wederom een futuristische sciencefictionserie. De hoofdrollen werden vertolkt door Martin Landau en Barbara Bain, die beroemd waren geworden door Mission: Impossible.

### Scheiding
Het huwelijk van de Andersons liep op de klippen gedurende de eerste serie van Space: 1999 in 1975. Na de scheiding verbrak Sylvia haar connecties met Group Three en om aan zijn financiële verplichtingen te voldoen, gaf Gerry Anderson zijn deel van de opbrengst van de APF/Century 21-series op. Dit was een beslissing waarvan hij later spijt zou krijgen, omdat toen pas bleek hoe succesvol de series bleven.
Tussen het maken van de twee series van Space: 1999 door produceerde Anderson ook de speciale tv-aflevering The Day After Tomorrow (ook bekend als Into Infinity). Een tweede serie van Space: 1999 werd geproduceerd in 1976, waarbij de Amerikaanse producer Fred Freiberger Sylvia Anderson verving. Deze tweede serie was succesvol genoeg voor een derde serie. Deze derde serie werd echter afgeblazen omdat Lew Grade het geld voor de derde serie wilde gebruiken voor zijn eigen filmproject Raise the Titanic. Dit markeerde ook het einde van Andersons samenwerking met ATV.
Eind jaren zeventig bereikten Andersons leven en carrière een dieptepunt. Hij had financiële problemen en kon maar moeilijk werk krijgen. Hij raakte bovendien vervreemd van zijn zoon, met wie hij 20 jaar geen contact meer had.

### Jaren 80
Begin jaren tachtig vormden Anderson en de zakenman Christopher Burr een partnerschap genaamd Anderson Burr Pictures Ltd. Hun eerste productie was gebaseerd op een onrealistisch concept bedacht door Anderson voor een Japanse animatieserie. Deze serie, getiteld Terrahawks, was het begin van Andersons terugkeer naar poppenseries. Voor de serie werd een systeem bekend als "supermacromation" gebruikt, waarbij geavanceerde handpoppen in plaats van marionetten gebruikt werden. Dit was ongetwijfeld geïnspireerd op het succesvolle werk van Jim Henson.
De serie gebruikte wederom concepten van de series Captain Scarlet en UFO. Terrahawks was succesvol en liep in Engeland van 1983 tot 1986. In Amerika werd slechts één seizoen van de serie uitgezonden.
Anderson hoopte na dit succes door te kunnen gaan met een serie getiteld Space Police. In deze serie zouden wederom live-action en poppen door elkaar worden gebruikt. Met de Canadese acteur en stemacteur Shane Rimmer werd een pilotfilm gemaakt, maar het kostte tien jaar om het concept van de grond te krijgen. Ondertussen produceerden Anderson en Burr de stop-motionanimatieserie Dick Spanner. Dit was het laatste project van Anderson en Burr. Anderson ging hierna werken voor de Moving Picture Company als regisseur van reclamefilmpjes, en hielp bij de special effects van de musicalkomedie Return to the Forbidden Planet.

### Jaren 90
Begin jaren negentig werden Thunderbirds en andere supermarionationseries opnieuw uitgezonden, en wederom met groot succes. ITC begon videoversies van de series uit te brengen. Daarnaast werden de Thunderbirds-poppen gebruikt door Dire Straits voor hun videoclip Calling Elvis, waar Anderson ook aan meewerkte, en werden de poppen van de personages Lady Penelope en Parker gebruikt voor een aantal reclamefilmpjes voor een verzekeringsbedrijf.
In 1991 vroeg Gerry de journalist en auteur Simon Archer om zijn biografie te schrijven naar aanleiding van een interview voor het tijdschrift Century 21. Datzelfde jaar begon in Engeland BBC2 de serie Thunderbirds te herhalen. Die bleek dermate populair dat speelgoedfabrikanten de vraag naar het Thunderbirds-speelgoed niet konden bijhouden. De populariteit van de serie nam in de hele wereld toe, en Anderson werd geregeld gevraagd voor interviews.
Als reactie op deze media-aandacht maakte Anderson in 1992 het succesvolle programma An Evening with Gerry Anderson. Hierin praatte hij over zijn carrière en zijn populairste series. Hij verscheen ook talrijke keren in de media bij dvd-uitgaven van Stingray, Thunderbirds, Captain Scarlet en Joe 90.
In 1993 hadden interviews met Archer veel meer informatie opgeleverd dan nodig was voor een biografie. Daardoor ontstond een boek vol triviale feiten over Gerry Anderson getiteld Gerry Anderson's FAB Facts. Archer kwam echter om bij een auto-ongeluk toen hij op weg was naar de drukkerij om het eerste exemplaar van het boek te halen en aan Anderson te presenteren.
De hernieuwde belangstelling voor zijn oude series stelde Anderson in staat om terug te keren naar tv-producties. Zijn geplande serie GFI (een geanimeerde update van Thunderbirds) kwam niet van de grond. Wel kreeg Anderson in 1994 zijn lang geplande serie Space Police eindelijk in productie onder de titel Space Precinct. De serie werd gevolgd door Lavender Castle, een sciencefictionserie voor kinderen die stop-motion combineerde met computeranimatie.
De biografie die Archer aan het schrijven was, werd voortgezet door Stan Nicholls en verscheen ten slotte in 1996, kort voor Lavender Castle in productie ging. Rond dezelfde tijd werd Gerry Anderson herenigd met zijn zoon, Gerry jr.

### 2000 en verder
Rond december 1999 kwam Anderson met plannen voor een computeranimatie als vervolg op Captain Scarlet. Hij liet proefbeelden voor deze serie zien op een bijeenkomst van fans. De personages hierin leken sterk op hun tegenhangers uit de oorspronkelijke serie, maar de voertuigen waren iets moderner. Enkele jaren later, in 2005, verscheen de serie New Captain Scarlet, die goede recensies kreeg. De serie werd echter op nogal ongelukkige tijdstippen uitgezonden, waardoor een groot deel van het doelpubliek de serie miste.
In 2001 werd Anderson onderscheiden met de benoeming tot Lid in de Orde van het Britse Rijk.
Samen met zijn zakenpartner John Needham maakte Anderson nog een serie getiteld Firestorm, die werd gefinancierd door Japanse sponsors en gekenmerkt werd door een animeachtige tekenstijl. Het project was geen succes en andere, soortgelijke, series gingen niet door. Aan de samenwerking tussen Anderson en Needham kwam in 2003 een eind.
Anderson werd oorspronkelijk in 1996 al benaderd voor een life-actionfilm van de Thunderbirds, maar toen deze Thunderbirds-film in 2004 werd gemaakt, werd Anderson niet bij de productie betrokken. Sylvia Anderson was wel betrokken bij de productie.
Darna werkte Anderson nog aan een nieuw project getiteld Lightspeed, waarover weinig bekend is.

## Analyse
Het gegeven dat Anderson sinds de jaren zeventig geen echt grote hitseries meer heeft gemaakt, is onder veel van zijn liefhebbers een onderwerp van discussie. Eén theorie is dat de scheiding van zijn vrouw Sylvia een belangrijke oorzaak was, aangezien zij bij de oude series vaak de emotionele en sterke karaktereigenschappen van de personages in Andersons series bedacht.
Andersons carrière had echter ook te lijden onder de Amerikaanse markt, die niet echt openstond voor zijn series. Veel van zijn succesvolle series, waaronder ook Thunderbirds, moesten worden stopgezet omdat de productie te duur werd door gebrek aan belangstelling van Amerikaanse televisiezenders. Daarnaast werden veel van Andersons latere series overschaduwd door ongunstige uitzendtijden en gebrek aan reclame.

## Filmografie

### Televisieseries
- The Adventures of Twizzle (1957–1958)
- Torchy the Battery Boy (alleen eerste seizoen, in Vlaanderen door de BRT gebracht als Straaltje, de Speelgoedman) (1960)
- Four Feather Falls (In Nederland op tv gebracht als Vier Veren Waterval) (1960) eerste supermarionationproductie
- Supercar (1961–1962) -
- Fireball XL5 (1962–1963)
- Stingray (1964–1965)
- Thunderbirds (1965–1966)
- Captain Scarlet and the Mysterons (1967–1968)
- Joe 90 (1968–1969)
- The Secret Service (1969)
- UFO (1970–1971)
- The Protectors (1972–1974)
- Space: 1999 (1975–1977)
- Terrahawks (1983–1986)
- Dick Spanner, P.I. (1987)
- Space Precinct (1994–1995)
- Lavender Castle (1999)
- New Captain Scarlet (2005)

### Films
- Crossroads to Crime (1960)
- Thunderbirds Are Go (1966)
- Thunderbird 6 (1968)
- Doppelgänger (1969) of Journey to the Far Side of the Sun (Amerikaanse titel)

### Overig
- The Investigator (1973)
- The Day After Tomorrow (ook wel Into Infinity) (1976)
- Space Police (pilotaflevering – nooit uitgezonden) (1986)

Gerry Anderson was niet betrokken bij de Thunderbirds-film uit 2004.
Wel verschenen er een aantal Britse strips gebaseerd op Andersons creaties. Deze begonnen met TV Comic in de jaren zestig, gevolgd door TV Century 21 en verschillende spin-offs zoals Lady Penelope, TV Tornado, Solo en Joe 90. Later was er Countdown in de jaren zeventig.